# مامولقان
مامولقان (به لاتین: Mamulğan) یک منطقه مسکونی در جمهوری آذربایجان است که در شهرستان یاردیملی واقع شده است. مامولقان ۴۶۸ نفر جمعیت دارد.